# Zoltán Fodor (Physiker)
Zoltán Fodor (* 8. September 1964 in Budapest) ist ein ungarischer Physiker. Er leistete wichtige Beiträge zur Theorie der Quarks, zur Entwicklung der Quantenchromodynamik und zur großen Vereinheitlichung des Standardmodells der Elementarteilchen.

## Leben
Fodor erhielt seine Promotion von der Eötvös-Loránd-Universität in Budapest. Er forschte mehrere Jahre am CERN in Genf, am Deutschen Elektronen-Synchrotron (DESY) in Hamburg, KEK in Tsukuba und an der Eötvös-Loránd-Universität. Seit 2003 ist er Professor für Physik an der Fakultät für Mathematik und Naturwissenschaften der Bergischen Universität Wuppertal.
Von seiner Gruppe stammen ab-initio-QCD-Gitterrechnungen zur Proton-Neutron-Massendifferenz (mit einer Genauigkeit von 0,3 MeV), zur QCD-Zustandsgleichung, dem QCD-Phasendiagramm und anderen thermodynamischen Eigenschaften von QCD mit Materie und den Massen der leichten Hadronen (mit Pion- und Kaon-Massen als Input). Er ist Sprecher der Budapest-Marseille-Wuppertal Collaboration. Sie benutzt den Supercomputer am Forschungszentrum Jülich.
Er befasste sich auch mit Gitterrechnungen zu Axionen, bislang noch nicht nachgewiesene Elementarteilchen, aus denen sich möglicherweise die Dunkle Materie zusammensetzt. Mit der Hilfe von Gitter-QCD-Rechnungen machte die Gruppe von Fodor 2016 Vorhersagen zur Axionmasse und der Rolle von Axionen im frühen Universum.
2021 war er der korrespondierende Autor eines Nature-Artikels über ab-initio-QCD-Gitterrechnungen zum anomalen magnetischen Moment des Myons (g-Faktor), der im Gegensatz zu bisherigen Standardmodell-Rechnungen doch keine Diskrepanz zu den neuen experimentellen Messergebnissen am Fermilab (Muon g-2) aufweist.
2023 wurde Fodor in die American Academy of Arts and Sciences gewählt.